# Djanggawul
Nella mitologia Yolngu, i Djanggawul sono tre fratelli, due femmine e un maschio, che hanno creato l'Australia e l'hanno ricoperta di flora. Venivano dall'isola di Baralku e alla fine furono mangiati da Galeru.
Il mito di Djanggawul riguarda soprattutto il gruppo di persone che fanno parte del clan Dua, incluso circa un terzo dei clan che vivevano nel nord-est della Terra di Arnhem. Gli umani nati dalle due sorelle sono gli antenati dei clan Dua, gli animali creati dalle sorelle sono gli animali totem di quei clan, e i luoghi visitati dalle sorelle sono i santuari del clan.
Queste tre divinità erano venute sulla terra in esilio, perché cacciate dal dio Walu a causa del loro incesto. Ne parla L.A.Allen in "Time before Morning" (1975)  come miti aborigeni di creazione che descrivono l'incesto.